# Estación de Banc
La estación de Banc (también llamada Banco) es una estación del metro de Barcelona fuera de servicio que se encuentra entre las estaciones de Urquinaona y Jaume I (L4), concretamente bajo la Vía Layetana y la plaza de Antonio Maura de Barcelona.

## Historia
Se construyó en 1911, pero los trenes del Gran Metro de Barcelona no circularon por ella hasta 1926. Sin embargo, los trenes no hacían parada en ella porque se encontraba demasiado cerca de las estaciones contiguas (Urquinaona y Jaume I) y se detectó que sus dimensiones no eran las adecuadas, con lo que nunca llegó a prestar servicio a pasajeros.
La estación a día de hoy se encuentra tapiada y sus accesos bloqueados, siendo utilizada actualmente por parte de TMB como almacén de material ferroviario.
La estación ha sido fuente de leyendas urbanas, como que se llegó a utilizar para transportar dinero de las recaudaciones de impuestos del Banco de España, ya que el edificio del ente público se encontraba justo encima de la estación. A día de hoy dicho edificio es la sede central de BBVA en la ciudad.